# 2003 en bande dessinée
| Années de la bande dessinée : 2000 - 2001 - 2002 - 2003 - 2004 - 2005 - 2006    |
| Décennies de la bande dessinée : 1970 - 1980 - 1990 - 2000 - 2010 - 2020 - 2030 |

Cet article présente les faits marquants de l'année 2003 en bande dessinée.

## Évènements
- Du 23 au 26 janvier : 30e Festival international de la bande dessinée d'Angoulême : Festival d'Angoulême 2003
- Les 12 et 13 avril : 10e Festival de bande dessinée de Perros-Guirec.
- Du 29 au 31 août : 15e Festival de Solliès-Ville
- Les 13 et 14 septembre : 4e édition du Festival BD d'Arlon.
- Le nombre de maisons d'édition de bande dessinée atteint 185 (contre 180 l'an dernier).

## Nouveaux albums
- 1.730 nouveautés ont été publiées en France en 2003 (auxquelles s'ajoutent 515 ré-éditions).

Voir aussi : Albums de bande dessinée sortis en 2003

### Franco-Belge
| Sortie      | Titre                                                                                          | Scénariste                          | Dessinateur                  | Coloriste         | Éditeur                 |
| ----------- | ---------------------------------------------------------------------------------------------- | ----------------------------------- | ---------------------------- | ----------------- | ----------------------- |
| 18 janvier  | Kenya Tome 2 : Rencontres                                                                      | Leo et Rodolphe                     | Leo                          | Scarlett          | Dargaud                 |
| janvier     | L'Effaceur Tome 1 : Clients et victimes, même satisfaction                                     | Hervé Richez                        | Henri Jenfèvre               |                   | Vents d'Ouest           |
| janvier     | Jim Etui Jim : L'Amour + On éteint la lumière on se dit tout                                   | Jim                                 |                              |                   | Vents d'Ouest           |
| janvier     | Jim T'as vu ta tronche ?                                                                       | Gaston, Jim                         |                              |                   | Vents d'Ouest           |
| janvier     | Lupus Tome 1 : Volume 1                                                                        | Frederik Peeters                    | Frederik Peeters             |                   | Atrabile                |
| janvier     | Les Pauvres Aventures de Jérémie Tome 1 : Les Jolis Pieds de Florence                          | Riad Sattouf                        | Riad Sattouf                 | Audré Jardel      | Dargaud                 |
| février     | Lili Tome 20 : Lili patine                                                                     | Paulette Blonay                     | Al Gérard                    |                   | Vents d'Ouest           |
| février     | Selen en bd La Baronne avale la fumée                                                          | Stefano Mazzotti                    |                              |                   | Vents d'Ouest           |
| mars        | Les Zélus Tome 3 : Démagocratie                                                                | Ferru                               | Nicoby                       |                   | Vents d'Ouest           |
| avril       | Psycho Park Tome 3 : Coup de filet à Liberty Meadows                                           | Frank Cho                           |                              |                   | Vents d'Ouest           |
| mai         | Lili Tome 21 : Lili en vacances                                                                | Paulette Blonay                     | Al Gérard                    |                   | Vents d'Ouest           |
| mai         | Joe Bar Team Tome 1                                                                            | Bar2                                |                              |                   | Vents d'Ouest           |
| mai         | Joe Bar Team Tome 2                                                                            | Bar2, Fane                          |                              |                   | Vents d'Ouest           |
| mai         | Algernon Woodcock Tome 2 : L'Œil Fé - seconde partie                                           | Mathieu Gallié                      | Guillaume Sorel              |                   | Delcourt                |
| juin        | Cuervos Tome 1                                                                                 | Richard Marazano                    | Michel Durand                |                   | Glénat                  |
| juin        | Chimères Tome 1 : Aphrodite                                                                    | Thomas Mosdi                        | Béhé                         |                   | Vents d'Ouest           |
| juin        | L'Effaceur Tome 2 : Mieux vaut tenir que mourir                                                | Hervé Richez                        | Henri Jenfèvre               |                   | Vents d'Ouest           |
| juin        | Inner City Blues Tome 1 : Arnold & Willie                                                      | Fatima Ammari-B, Brüno              |                              |                   | Vents d'Ouest           |
| juin        | Les Contes du septième souffle Tome 2 : Shiro Yuki                                             | Éric Adam                           | Hugues Micol                 |                   | Vents d'Ouest           |
| juillet     | C'est qui le boss ? Tome 1                                                                     | Jean-Louis Le Hir                   |                              |                   | Vents d'Ouest           |
| septembre   | Les Banquiers Tome 1 : Nul si découvert                                                        | Perche                              | Eric Miller                  |                   | Vents d'Ouest           |
| septembre   | Purgatoire Livre 1                                                                             | Chabouté                            |                              |                   | Vents d'Ouest           |
| septembre   | Joe Bar Team Tome 3                                                                            | Fane                                |                              |                   | Vents d'Ouest           |
| septembre   | Joe Bar Team Tome 4                                                                            | Fane                                |                              |                   | Vents d'Ouest           |
| 1er octobre | Les Aventures de Vick et Vicky Tome 9 : Les Sorcières de Brocéliande 2e partie : La Révélation | Bruno Bertin                        | Bruno Bertin                 | Studio Vicky      | Éditions P'tit Louis    |
| 8 octobre   | Koma Tome 1 : La Voix des cheminées                                                            | Pierre Wazem                        | Frederik Peeters             | Albertine Ralenti | Les Humanoïdes Associés |
| octobre     | Spoon et White Tome 5 : Funky Junkie                                                           | Jean Léturgie, Yann                 | Franck Isard, Simon Léturgie |                   | Vents d'Ouest           |
| octobre     | La Bd des copines Tome 2 : Opération ventre plat                                               | Véronique Grisseau                  | Dominique Mainguy            |                   | Vents d'Ouest           |
| octobre     | Psycho Park Tome 4 : Tout feu tout flamme                                                      | Frank Cho                           |                              |                   | Vents d'Ouest           |
| octobre     | Calagan - rallye raid Tome 2                                                                   | Jean-Pierre Fontenay, Patrice Perna | Thierry Laudrain             |                   | Vents d'Ouest           |
| octobre     | Spaghetti Brothers Tome 1                                                                      | Carlos Trillo                       | Domingo Mandrafina           |                   | Vents d'Ouest           |
| octobre     | La Grippe coloniale Tome 1 : Le Retour d'Ulysse                                                | Appollo                             | Serge Huo-Chao-Si            |                   | Vents d'Ouest           |
| octobre     | La Voix Tome 1 : Comme un murmure                                                              | Pascal Bertho                       | Korkydü                      |                   | Vents d'Ouest           |
| novembre    | Docteur Big Love Tome 1 : À votre service sept jours sur sexe                                  | Sylvia Douyé, Jacky Goupil          | Gyzmo                        |                   | Vents d'Ouest           |
| novembre    | Cotton Kid Tome 6 : Le Coyote Noir                                                             | Jean Léturgie                       | Pearce                       |                   | Vents d'Ouest           |
| novembre    | Lili Tome 22 : Lili au music-hall                                                              | Paulette Blonay                     | Al Gérard                    |                   | Vents d'Ouest           |
| novembre    | Joe Bar Team Tome 5                                                                            | Bar2                                |                              |                   | Vents d'Ouest           |
| novembre    | Spaghetti Brothers Tome 2                                                                      | Carlos Trillo                       | Domingo Mandrafina           |                   | Vents d'Ouest           |
| novembre    | Le Meilleur des pieds nickelés Tome 2                                                          | René Pellos                         |                              |                   | Vents d'Ouest           |
| novembre    | Soupe froide                                                                                   | Charles Masson                      | Charles Masson               | N&B               | Ecritures (Casterman)   |
| ?           | Les Carnets de Joann Sfar Tome 4 : Piano                                                       | Joann Sfar                          | Joann Sfar                   |                   | L'Association           |
| 11 août     | Persépolis Tome 4                                                                              | Marjane Satrapi                     | Marjane Satrapi              |                   | L'Association           |
| ?           | Les Carnets de Joann Sfar Tome 3 : Parapluie                                                   | Joann Sfar                          | Joann Sfar                   |                   | L'Association           |
| ?           | Les Carnets de Joann Sfar Tome 2 : Ukulélé                                                     | Joann Sfar                          | Joann Sfar                   |                   | L'Association           |
| ?           | L'Ascension du Haut Mal Tome 6                                                                 | David B.                            | David B.                     |                   | L'Association           |
| ?           | Le Chat du rabbin Tome 3 : L'Exode                                                             | Sfar                                | Sfar                         | Findakly          | Dargaud                 |

### Comics
| Sortie        | Titre                                                         | Scénariste       | Dessinateur | Coloriste    | Éditeur |
| ------------- | ------------------------------------------------------------- | ---------------- | ----------- | ------------ | ------- |
| 2 janvier     | Y : The Last Man, tome 1 : Unmanned (No man's land)           | Brian K. Vaughan | Pia Guerra  |              | Vertigo |
| août          | Wonder Woman : Hiketeia                                       | Greg Rucka       | J. G. Jones | Dave Stewart | Semic   |
| 1er septembre | Y : The Last Man, tome 2 : Cycles (MUn petit coin de paradis) | Brian K. Vaughan | Pia Guerra  |              | Vertigo |

### Mangas
| Sortie | Titre      | Scénariste | Dessinateur | Coloriste | Éditeur |
| ------ | ---------- | ---------- | ----------- | --------- | ------- |
| 19 mai | Bleach T.1 | Tite Kubo  | Tite Kubo   |           | Glénat  |

## Décès
- 8 janvier : Franz
- 14 janvier : Patrick Moerell
- 2 mars : Bill Woggon, auteur de comics
- 3 mars : Dave Pascal, auteur de comics
- mai : Les Barker
- 7 juin : Georges Pichard
- 31 juillet : Guido Crepax
- 12 octobre : Pete Morisi
- 16 octobre : Alain Bignon
- 20 décembre : Edgar Ley